# Fire and Blood (Game of Thrones)
Fire and Blood er den tiende og sidste episode af den første sæson af HBO middelalderlige fantasy tv-serie Game of Thrones. Først gang den blev vist var den 19. juni 2011 blev det skrevet af showets skabere og executive producers David Benioff og D. B. Weiss, og instrueret af Alan Taylor.
Titlen af episoden er mottoet for Huset Targaryen, og hentyder til eftervirkningerne af den tidligere episodes klimaks. Episodens handling kredser om Starks reaktioner på Eddard Stark henrettelse: Sansa er taget som gidsel, Arya flygter i forklædning, Robb og Catelyn fører en hær mod Lannisterne, og Jon Sne kæmper med sin delt loyalitet. På tværs af det smalle havet, skal Daenerys beskæftige sig med blodmagi, der har berøvet hende hendes mand, hendes søn og hendes hær.
Episoden blev oprindeligt set af 3 millioner seere. Det blev godt modtaget af kritikere, som fremhævede slutscenen som en særlig stærk måde at afslutte den første sæson. Denne episode blev nomineret til Primetime Emmy Award.

## Eksterne links
- "Fire and Blood"Arkiveret 23. juli 2013 hos  Wayback Machine at HBO